# Barchin
Barchin o Parchin fou una ciutat de l'Àsia central destacada perquè fou un dels llocs on l'Horda d'Or encunyava monedes. Era a l'extrem oest de les muntanyes Aleksandrovski avui a l'óblast d'Orenburg a Rússia. Fou conquerida per Jotxi en la seva primera campanya, i fins aleshores era coneguda com a Barkhaligkent. Al Yuan Shi se l'esmenta com Baijen i a un mapa xinès de l'època com a Barchilikan. Carpini l'anomena Barchin.